# Muzeul Național din Varșovia
Muzeul Național din Varșovia (în poloneză Muzeum Narodowe w Warszawie) este o instituție de cultură, unul dintre cele mai mari muzee din Polonia și cel mai mare din Varșovia. Muzeul cuprinde o colecție de artă veche egipteană, greacă și romană, colecție care însumează circa 11.000 de exponate. Pe lângă acestea există o galerie imensă de pictură poloneză din secolul al XVI-lea și o colecție de pictură străină ( italiană, franceză, flamandă, olandeză, germană și rusă ), inclusiv picturi din colecția personală a lui Adolf Hitler, cedate muzeului de către autoritățile americane din Germania, imediat după terminarea celui de al doilea război mondial. Muzeul are spre expunere o bogată colecție numismatică, o galerie de arte aplicate și un departament de arta orientală ce conține cea mai mare colecție de artă chinezească din Polonia, colecție care are peste 5.000 de exponate.

## Istorie

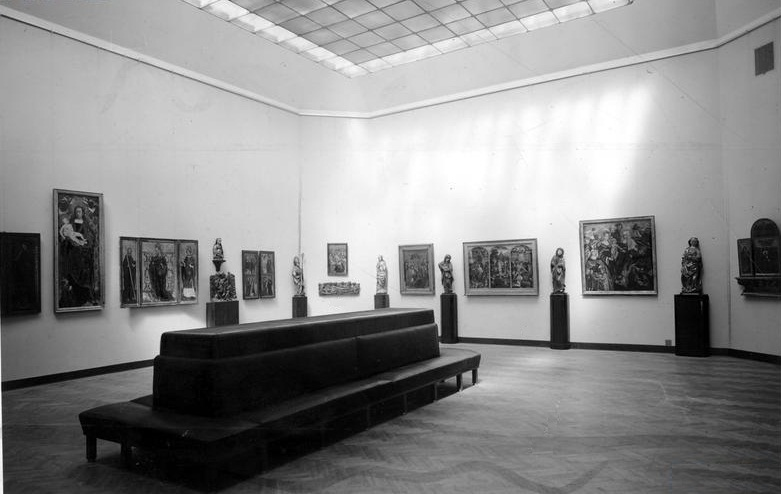
Galeria de artă medievală

Începând cu prima jumătate a secolului al XVII-lea, Cracovia își pierde statutul de capitală, Varșovia preluând toate prerogativele acesteia, fapt care va determina transformarea Varșoviei într-un mare centru cultural. Chiar și până la acest transfer al administrației regatului polonez, ultimii membrii ai dinastiei Jagiellone, Sigismund I cel Bătrân ( 1506 - 1548 ) și Sigismund al II-lea August ( 1548 - 1572 ) erau iubitori de artă și ca atare au fost și pasionați colecționari. Din acest motiv, secolul al XVI-lea a fost denumit în istoria țării, Secolul Renașterii Poloneze.
Sigismund al III-lea ( 1587 - 1632 ), Wladyslaw al IV-lea ( 1632 - 1648 ), Jan al II-lea Casimir ( 1648 - 1668 ), toți membrii ai dinastiei Waza, și-au pus la dispoziție colecțiile și au fondat galeria de tablouri a palatului regal din Varșovia. Astfel, Wladislaw al IV-lea a donat printre altele o imensă colecție de picturi semnate de Rubens, iar Jan Casimir mai multe tablouri semnate de pictorul olandez, Rembrandt. Urmând exemplul regal, s-au adunat colecții importante și în castelele latifundiarilor polonezi.
Invazia armatei suedeze în Varșovia, petrecută între anii 1655 - 1656, a adus după sine o catastrofă culturală în sensul distrugerii clădirilor istorice și devalizarea colecțiilor de artă existente. După un asemenea dezastru cultural, în Regatul Poloniei a apărut un adevărat Mecena, colecționar de artă, în persoana regelui Jan al III-lea Sobieski ( 1674 - 1696 ). Jan al III-lea și-a păstrat operele  în castelul său de la Wilanów de lângă Varșovia și nu la palatul regal. Mai târziu, o dată cu domnia foștilor prinți electori de Saxonia: August al II-lea cel Puternic ( 1697 - 1704, 1709 - 1733 ) și August al III-lea ( 1733 - 1763 ), deveniți regi de Polonia, s-au completat fondurile Galeriei din Dresda, galeria Varșoviei fiind neglijată.  În anul 1764, pe tronul Regatului Poloniei urcă regele patriot Stanisław August Poniatowski. Acesta s-a gândit să adune toate  colecțiile regale de prin toate castelele unde au fost răspândite și să deschidă un mare muzeu public în Varșovia. Visul său nu a devenit realitate din cauza celei de-a treia divizări a Poloniei din anul 1795 și a abdicării regelui.

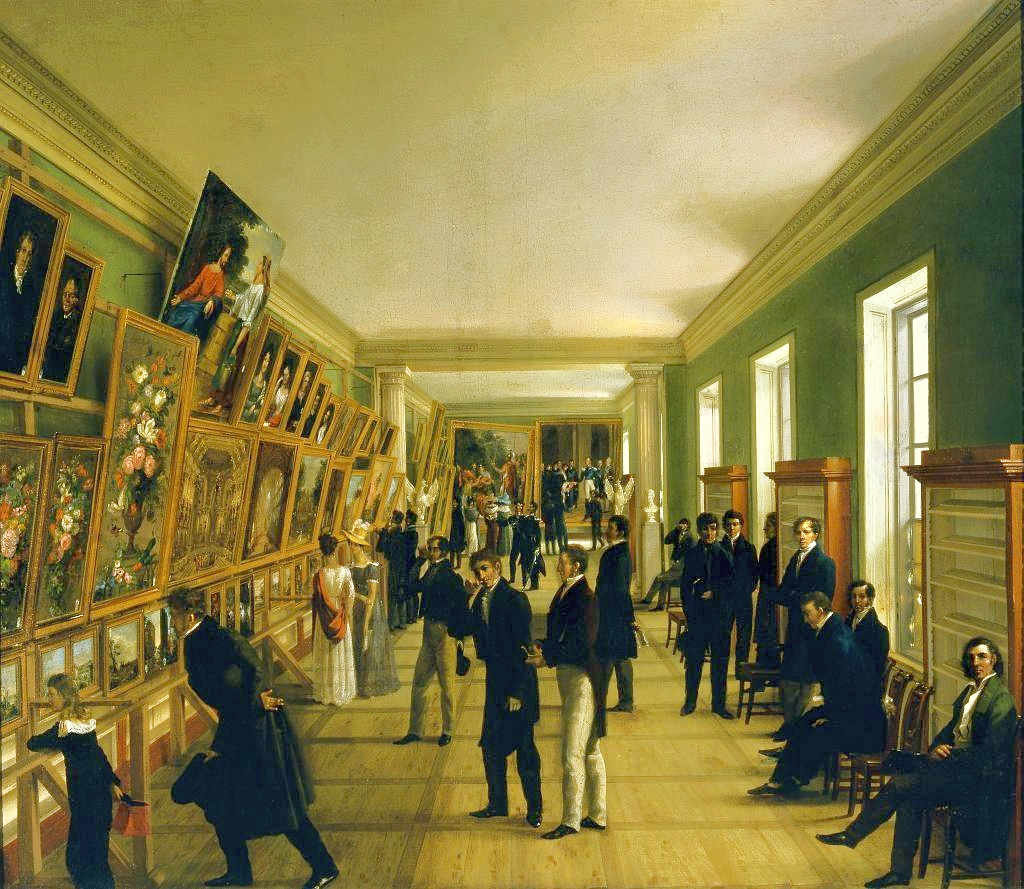
Wincenty Kasprzycki, Expoziția de artă - 1828

Muzeul Național din Varșovia este urmașul Muzeului Artelor Frumoase care a fost inaugurat conform „Legii învățământului general în Regatul Poloniei” dată la 20 mai 1862. Prin aceeași lege a fost creată și Universitatea din Varșovia. Muzeul a fost creat ca instituție de stat, primul lui director fiind numit senatorul Justinian Kartnitski. Colecțiile de bază ale muzeului erau cele din Școala Artelor Frumoase și cele din Biblioteca Publică, precum și donațiile făcute de către negustorul Petru Fiorentini ce a trăit la Varșovia. De asemnea exponatele muzeului au fost întregite cu colecția de sculptură antică a regelui Stanislaw August Poniatowski. În această perioadă este de semnalat și achiziția de către muzeu dintr-o licitație de tablouri din colecția arhitectului I. P. Weyer din Köln, a 36 de pânze, printre care: „Sfânta Familie” a lui Jacob Jordans, „Madona cu pruncul” al lui Pinturicchio, etc.
După ce colecția a fost reunită, s-a trecut la faza a doua, la găsirea unui spațiu corespunzător pentru expunerea ei. De abia în anul 1912, statul a dispus primăriei din Varșovia, acordarea unui teren de 23 de mii de metri pătrați în zona aleilor Jerozolimskie pentru construirea muzeului ( astăzi pe acest teren se află clădirea principală a muzeului ). Concursul pentru acordarea proiectul s-a împiedicat, însă, de izbucnirea primului război mondial și în consecință s-a oferit, în anul 1915, o clădire temporară pe strada Podvale nr. 15. Astfel, muzeul a deschis porțile în anul 1919 în săli improvizate și inaugurarea lui a fost făcută în anul 1922. În această perioadă și ulterior, colecțiile de artă s-au îmbogățit prin donațiile unor instituții ale statului și ale Universității din Varșovia precum și din donații particulare, cum ar fi cele ale magistratului capitalei și a altor deținători particulari. În anul 1926 s-a aprobat proiectul de construcție a muzeului, fiind ales cel al profesorului Tadeusz Tolvinski. Deschiderea oficială a muzeului s-a realizat în anul 1938, pe 18 iunie.
O dată cu cel de al doilea război mondial și a ocupației naziste a Poloniei din perioada 1939 - 1945, muzeul a fost grav avariat și o parte importantă a colecției a fost distrusă, sau transferată abuziv în Germania. După terminarea războiului, pe parcursul a trei ani, Complexul Muzeistic a fost complet reabilitat și construit și operele de artă au fost găsite și returnate proprietarului  de drept. Mai mult de 5.000 de piese nu au fost recuperate. De asemenea, multe opere de artă de proveniență necunoscută sau incertă ( opere provenind din depozite naziste de artă germană din Polonia recuperate din Kamenz , Karthaus , Liebenthal și Rohnstock ) au fost naționalizate de către autoritățile comuniste.
În prezent, muzeul are secții de artă medievală și renanscentistă, artă contemporană, artă antică și artă europeană, etc. Colecția Muzeului Național de Artă din Varșovia expune 780.000 de opere de artă.

## Galerii de artă

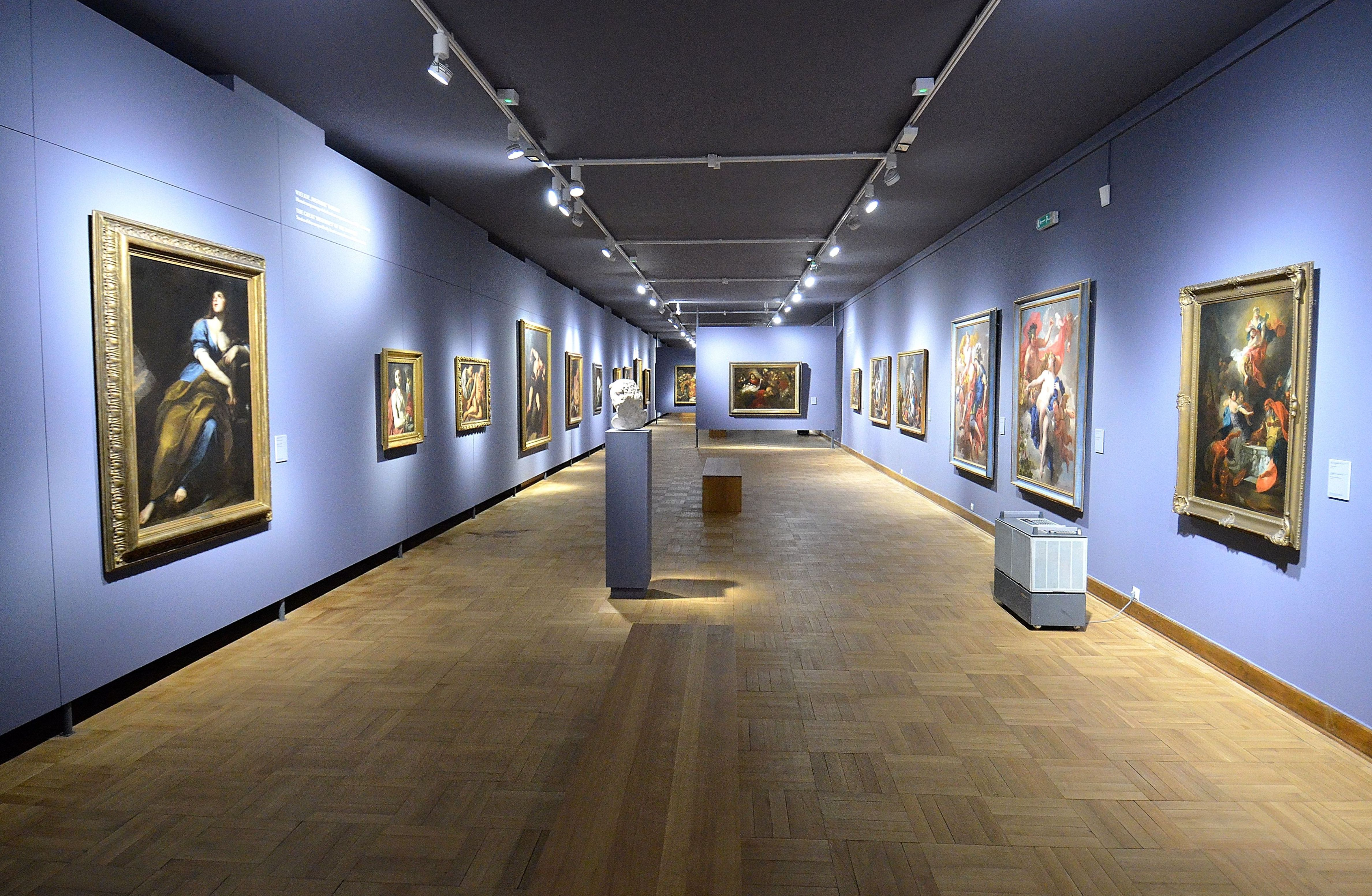
Galeria de artă medievală

O data cu anul 2012, galeriile permanente ale Muzeului Național din Varșovia au suferit amenajări revoluționare. Astfel, curatorii au rearanjat majoritatea galeriilor de artă din incintă și au completat galeriile cu exponate noi luate din depozitele muzeului. Tablourile au fost așezate în simeze pe criterii tematice cum ar fi: peisaje, naturi statice, peisaje urbane, mitologice, biblice și nuduri. Lucrările nu au fost aranjate în ordine cronologică și operele artiștilor italieni, olandezi, flamanzi, polonezi și germani au fost puse împreună, putând fi observate și comparate deosebirile și asemănările dintre ele. Galeria de artă antică, Galeria de artă medievală, Galeria de artă europeană veche, Galeria de portrete poloneze și europene vechi, Galeria de artă a secolului al XIX-lea și Galeria de artă modernă sunt prezentate în contextul artei din alte țări și din diferite epoci. Galeriile reflectă bogăția tradițiilor, ne prezintă un context istoric al diverselor națiuni. Obiceiurile relevate in cadrul lor ne arata cum aceste popoare și-au construit identitatea având ca bază aceleași fundamente culturale greco-romane și de religie creștină.
Galeria de pictură veche europeană aduce pe simeze lucrări care sunt prezentate nu în funcție de școlile naționale de proveniență, ci ca o confruntare între cercurile artistice sud și nord-europene. Noul sistem de expunere aduce în prim plan ierarhia temelor create de arta renanscentistă și caraterul formator al picturii. Această galerie se împarte în trei secții. Etajul al doilea al muzeului prezintă teme biblice celebre, mitologie și/sau alegorice. La primul etaj este expoziția de peisagistică formată din tablouri cu conținut eroic, altele „doar frumoase” sau realistice. Parterul este rezervat naturilor statice și al lucrărilor tematice.
Galeria de artă poloneză veche expune o mare varietate de efigii care scot în evidență mulțimea de artibuții pe care-l are portretistica în domeniul politic și social. Inițial această galerie s-a deschis prezentând portrete aristocratice și de curte monumentale, mixate cu câteva portrete poloneze și europene tradiționale, cu portrete din secolul al XVIII-lea și cu portrete create în timpul lui Stanisław August Poniatowski.
Galeria de artă a secolului al XIX-lea expune tendințele principale care au modelat arta secolul trecut. Expoziția prezintă operele pictorilor și sculptorilor polonezi în contextul unor lucrări ale unor artiști de altă naționalitate. Confruntarea dintre aceste opere scoate în relief idei universale, simboluri și aspirații artistice precum și experimente, toate realizate în mod independent în diferite țări europene.
Colecția de artă modernă și contemporană expusă în Galeria de artă contemporană, este una dintre cele mai mari din Polonia. Gravuri, picturi, desene din anii 1920 - 1930, sculpturi, filme poloneze de avangardă, fotomontaje, fotografii, toate reunite împreună cu lucrări selectate din anii 1980, sunt expuse pe o suprafață de 700 metri pătrați.

## Repere de colecție

### Pictură europeană
- Sandro Botticelli, Fecioara Maria cu Pruncul, Sf. Ioan și îngerii,
- Paris Bordone, Venus și Cupidon,
- Hendrick ter Brugghen, Regele David cântând la harpă,
- Philippe de Champaigne, Portretul cardinalului Richelieu,
- Cima da Conegliano, Hristos printre medici,
- Willem Claesz Heda, Natură statică,
- Lucas Cranach the Elder, Adam și Eva,
- Carel Fabritius, Învierea lui Lazăr,
- Luca Giordano, Prometheus,
- Jean-Baptiste Greuze, Chitaristul,
- Jacob Jordaens, Sfânta Familie cu Sf. Ioan, părinții lui și îngerii,
- Bernaert de Rijckere, Moise,
- Rembrandt van Rijn, Portret, Maerten Soolmans,
- Jacopo Tintoretto, Portret unui amiral,
- Édouard Vuillard, Femeie în grădină.

### Pictură poloneză
- Jan Matejko, Bătălia de la Grunwald,
- Józef Mehoffer, Grădină ciudată,
- Jacek Malczewski, Hamlet polonez,
- Henryk Siemiradzki, Christian Dirce,
- Stanisław Wyspiański, Autoportret.

### Altele
- Edfu, Tuthmosis III,
- Bian Jingzhao, Gâștele sălbatice din San Xiang,
- Colijn de Coter and Antwerp workshop, Polipticul prusac,
- Michael Moer and Jan van Roome, Tapiserie David și Batșeba,
- Adrian de Vries, Christ at the column,
- Johann Heinrich Köler, Augustus III of Poland și Maria Josepha,
- Nagasawa Rosetsu, Păsări între magnolii și bujori.

## Filialele Muzeului Național
- Muzeul  Nieborowie i Arkadii, a fost fondat în anul 1945 în incinta unui palat rezidențial ridicat în secolul al XVII-lea și renovat în secolul al XIX-lea. În apropiere, în Pavilionul Myśliwskieg s-a înființat cu atelier de creație destinat atât artiștilor cât și oamenilor de știință.
- Muzeul din Palatul Wilanowie, a fost înființat în anul 1968 când s-a expus un set de postere Stanislaw Lorentz, care a fost primul director al muzeului. Astăzi colecția a devenit cea mai mare din lume, ea incluzând afișe poloneze și străine. La acest muzeu se organizează la fiecare doi ani Bienala Internațională de Postere.
- Muzeul de sculptură din Palatul Królikarni, și-a deschis porțile în anul 1965 la inițiativa lui Xawery Dunikowskiego. Muzeul și parcul care-l înconjoară expun colecții de sculpturi, precum și expoziții de fotografie și pictură.
- Muzeul de Design din Palatul Bielińskich, construit în secolul al XVII-lea în localitatea Otwocku Wielkim, s-a deschis mai recent, în anul 2004.
- Muzeul poliției din Palatul Mostowskich, și-a început existența timid în anul 2004. La început existența sa era formală, amenajarea sa făcându-se pe parcursul timpului.

## Galerie imagini

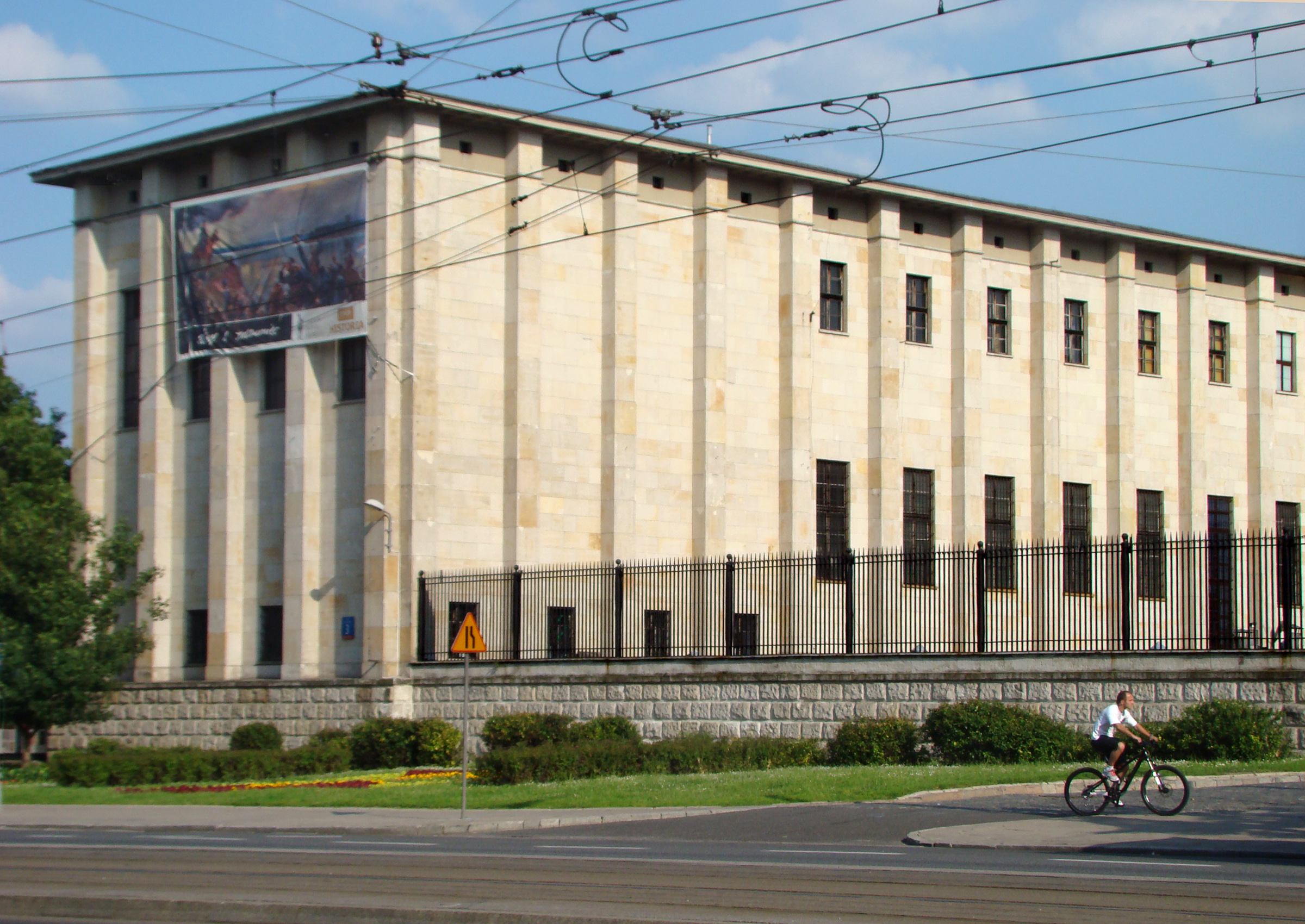
Muzeul Naţional din Varşovia (1)
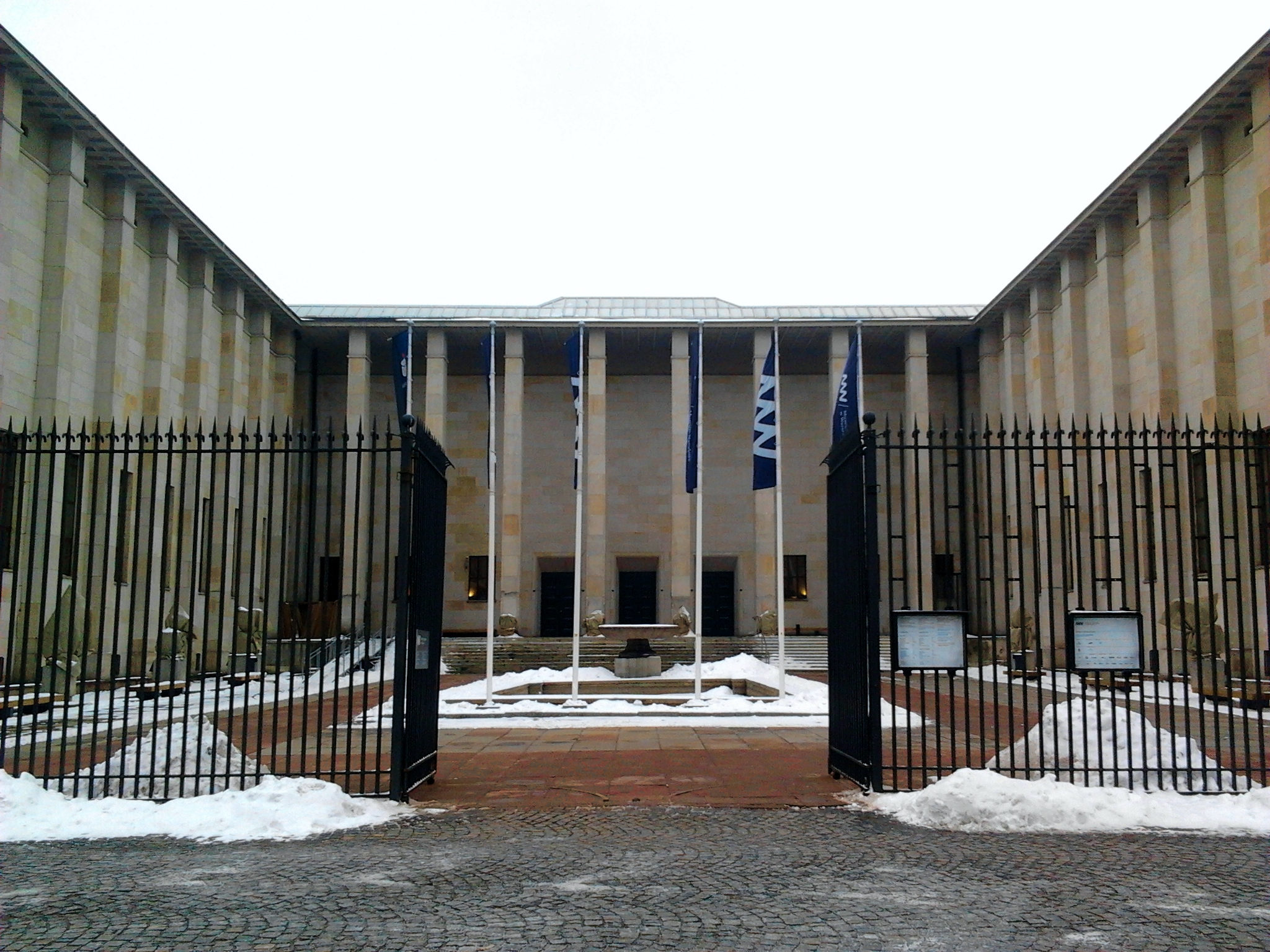
Muzeul Naţional din Varşovia (2)
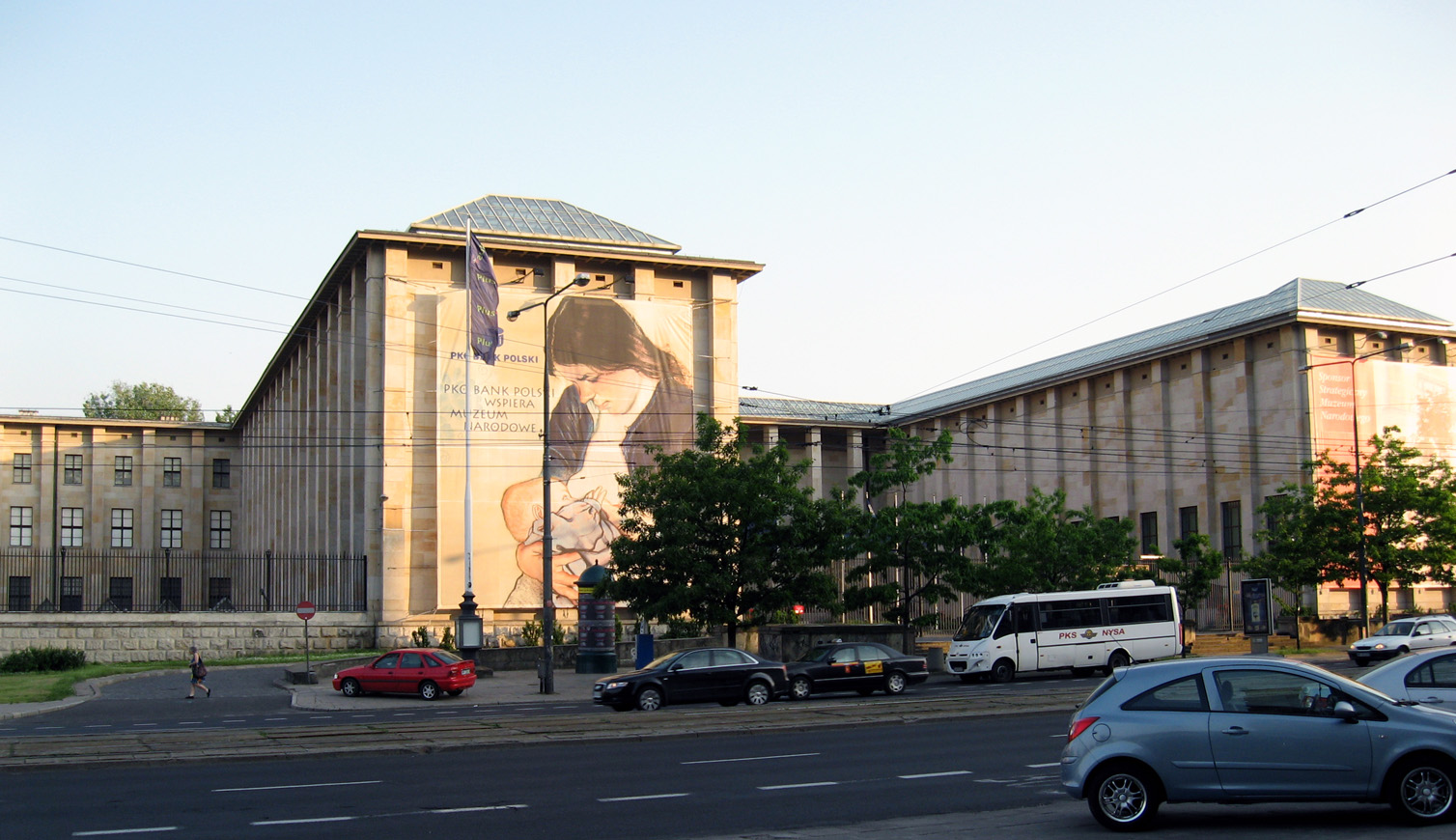
Muzeul Naţional din Varşovia (3)
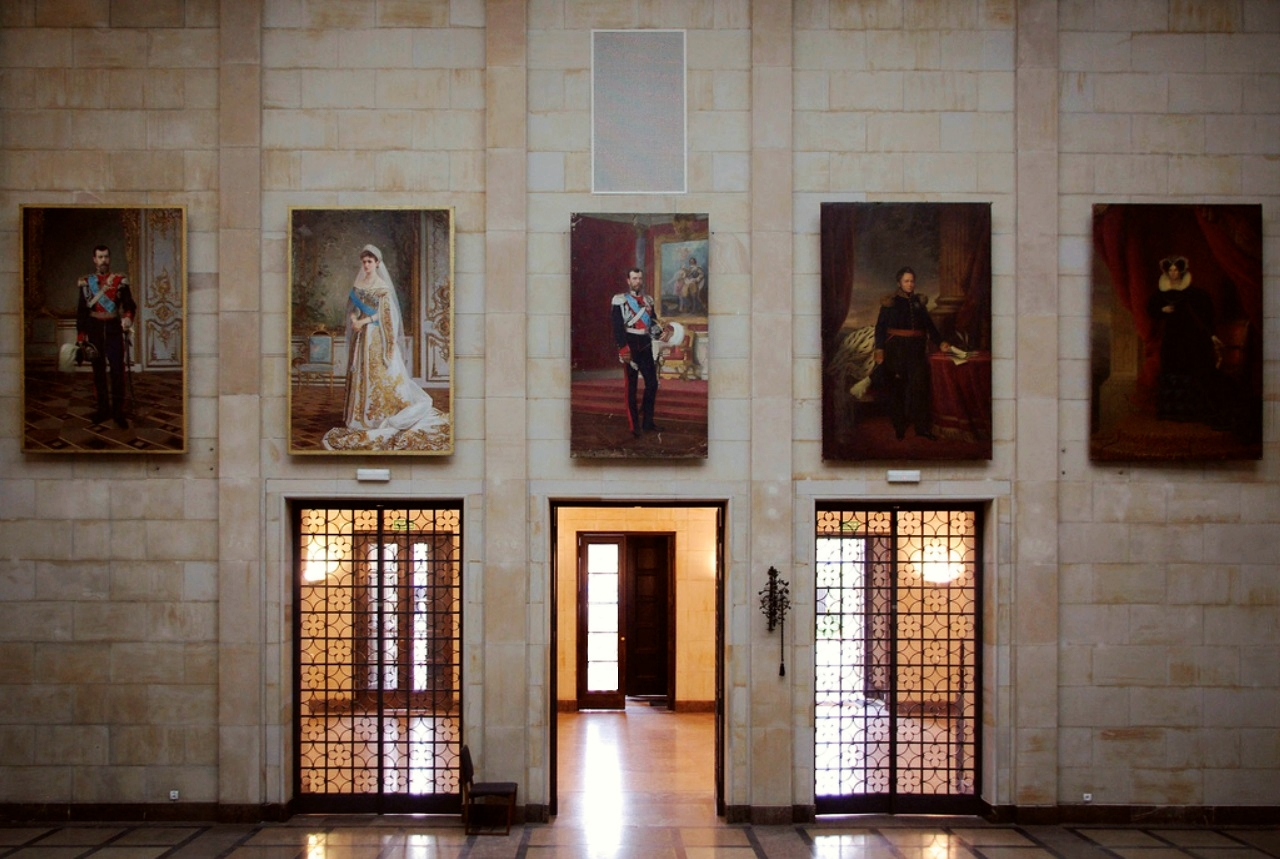
Sala principală de intrare în muzeu
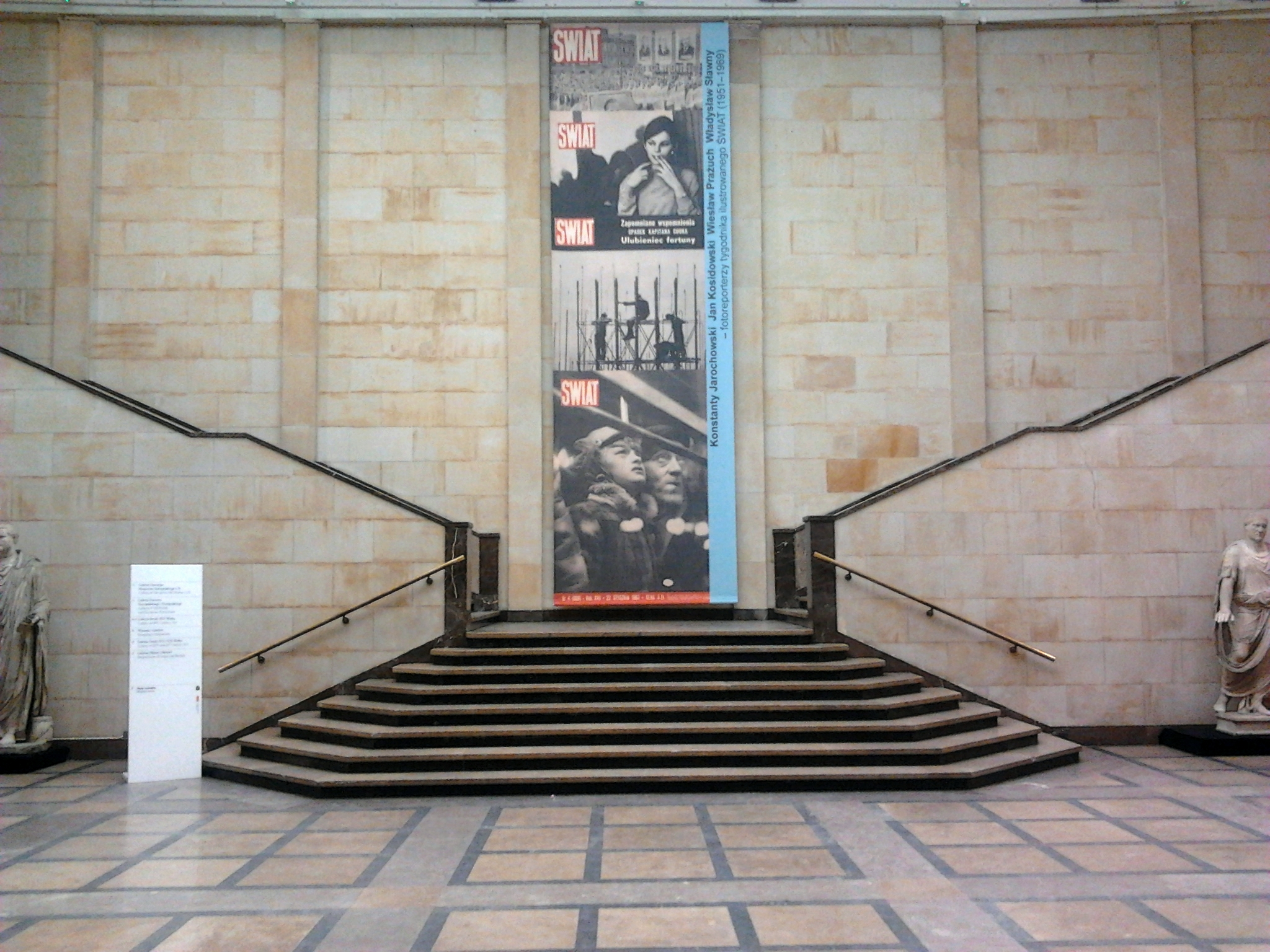
Scările interioare ale muzeului
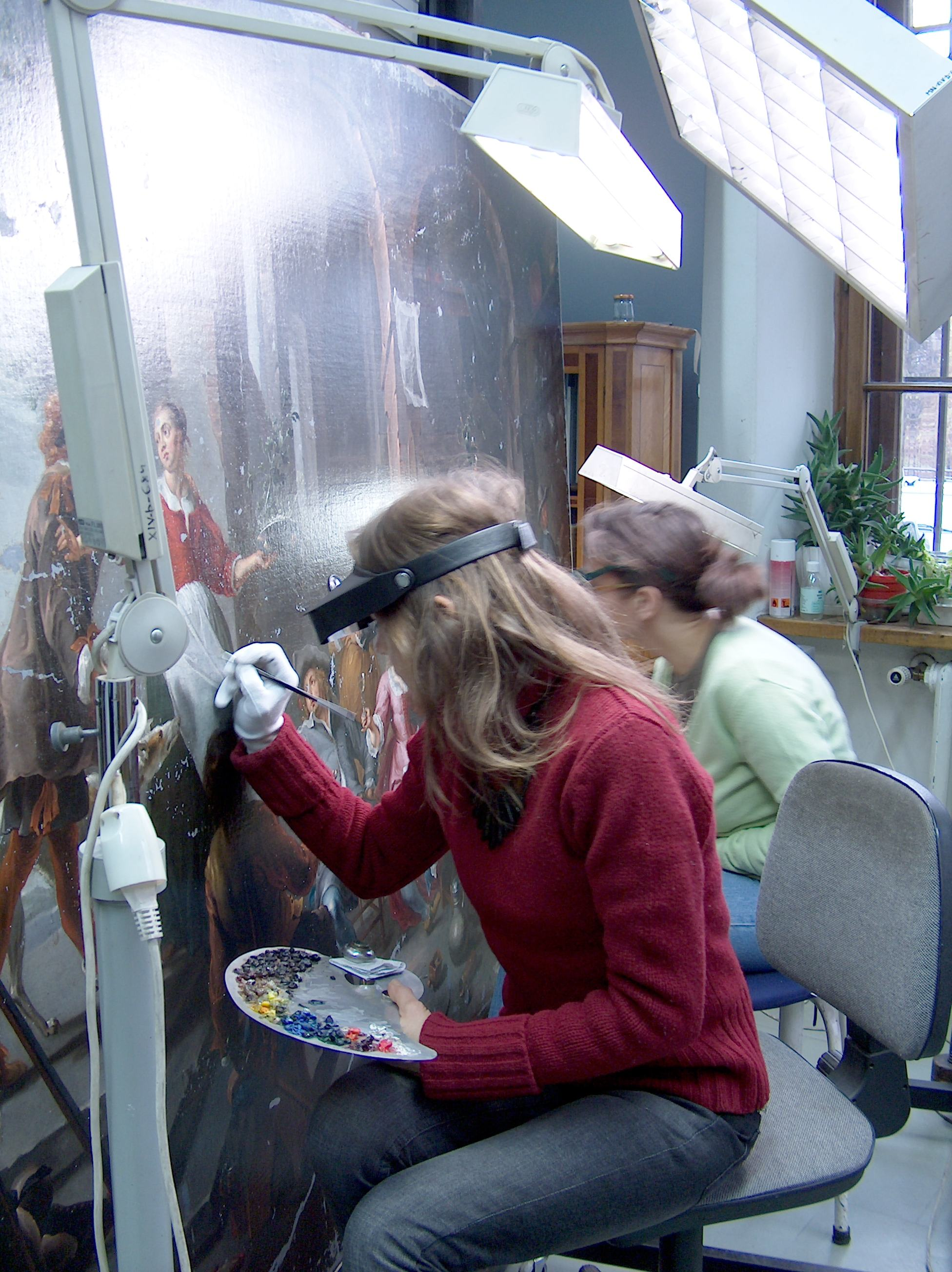
Atelierul de restaurări
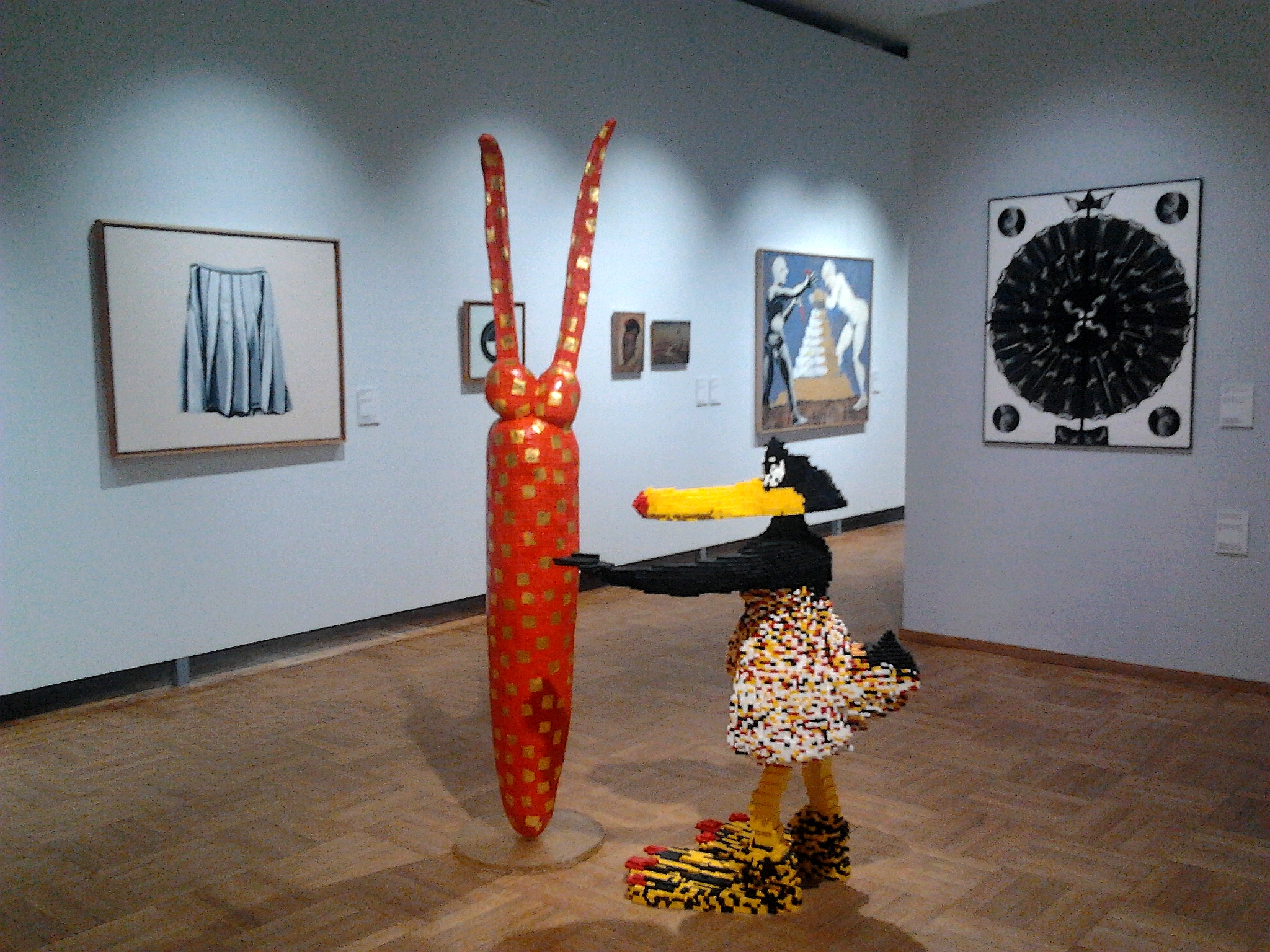
Galeria de artă modernă
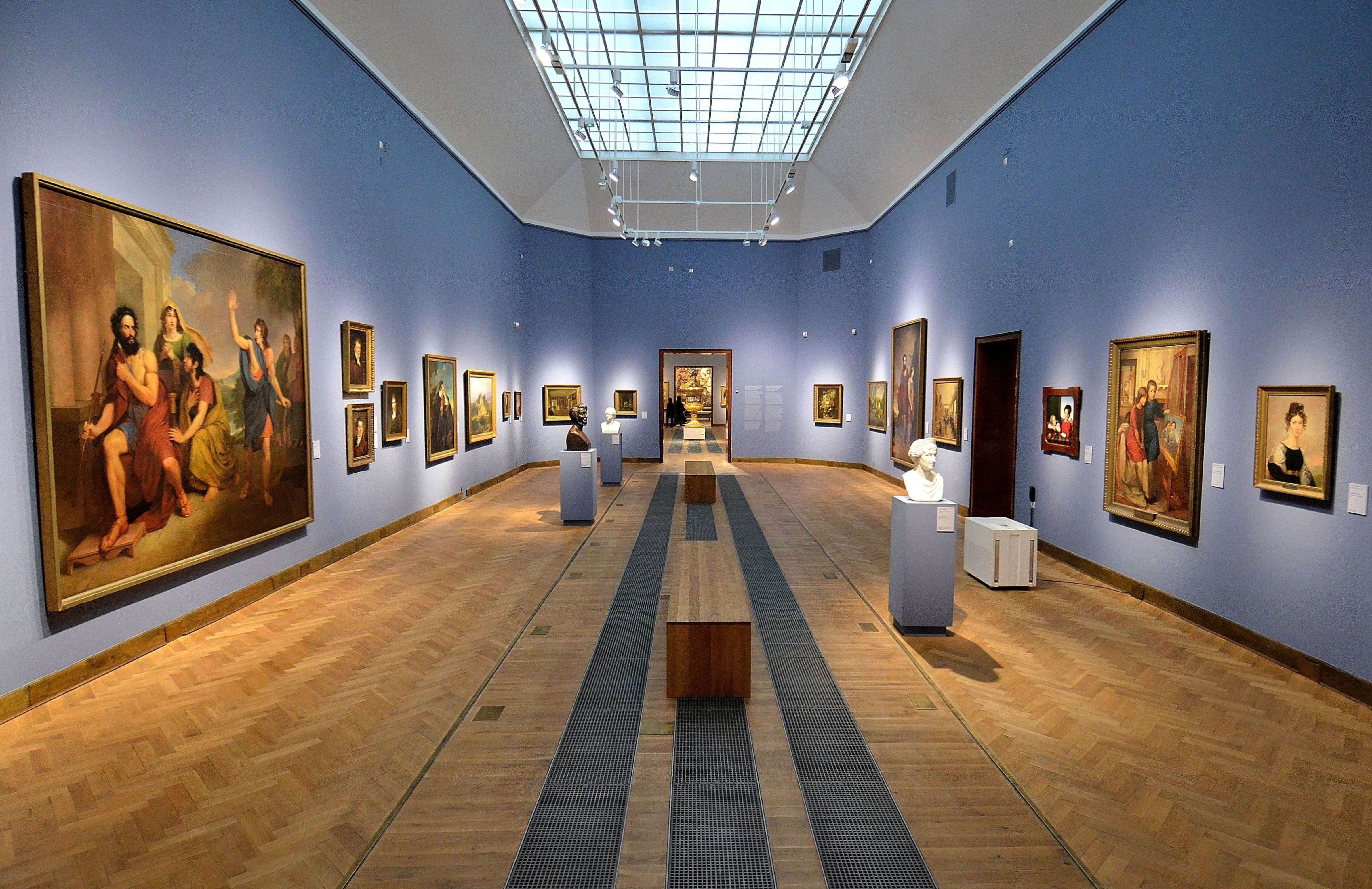
Galeria de artă, secolul al XIX-lea
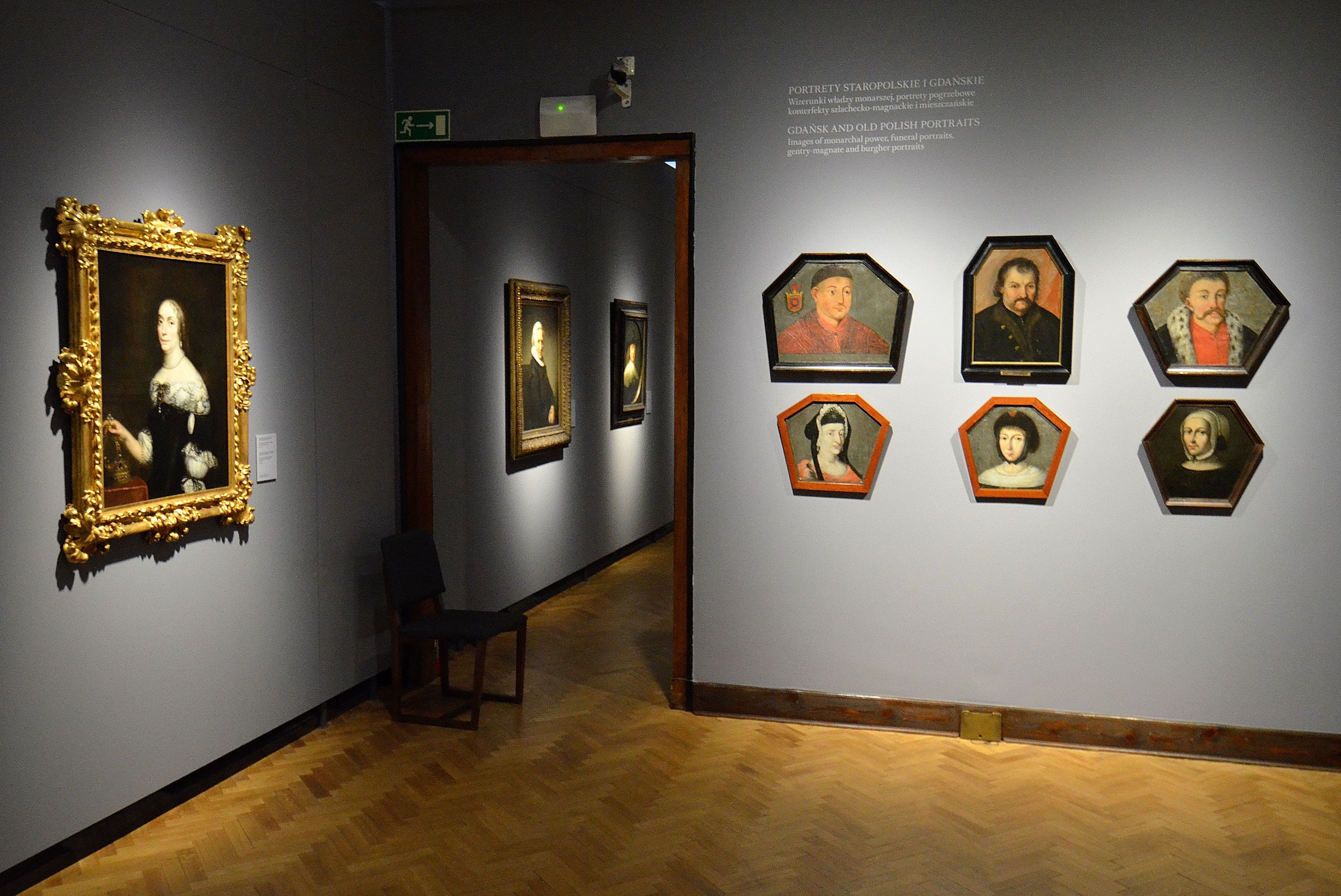
Galeria de artă poloneză, portretistică